# 华南膜蕨
华南膜蕨（学名：Hymenophyllum austrosinicum）为膜蕨科膜蕨属下的一个种。

## 扩展阅读
- 維基物種上的相關：华南膜蕨